# Une brute humaine
Une brute humaine è un cortometraggio muto del 1913, scritto e diretto da Camille de Morlhon.

## Produzione
Il film fu prodotto dalla Pathé Frères.

## Distribuzione
Distribuito dalla Pathé Frères, uscì nelle sale cinematografiche francesi nel 1913. Il titolo internazionale inglese è A Beast in Human Shape